# Jdid
Albums de Acid Arab
Musique de France
(2016)
Jdid est le deuxième album du groupe français de musique electro-musique du monde Acid Arab paru le 18 octobre 2019 sur le label indépendant belge Crammed Discs.

## Historique de l'album
À l'initiative du claviériste algérien Kenzi Bourras, le deuxième album d'Acid Arab, bien que toujours basé sur la techno, prend une orientation musicale plus empreinte de raï.

## Titres de l'album
1. Staifia avec Radia Manel – 6 min 9 s
2. Électrique Yarghol – 6 min 32 s
3. Nassibi avec Amel Wahby – 3 min 49 s
4. Club DZ – 5 min 5 s
5. Rimitti Dor avec Sofiane Saidi – 5 min 8 s
6. Rajel – 5 min 37 s
7. Soulan avec  Les Filles de Illighadad – 4 min 57 s
8. Was Was – 5 min 35 s
9. Ejma avec Cem Yildiz – 4 min 49 s
10. Ras El Aïn – 4 min 53 s
11. Malek Ya Zahri avec Cheikha Hadjla– 3 min 45 s

## Musiciens ayant participé à l'album
- Guido Minisky
- Hervé Carvalho
- Nicolas Borne
- Pierre-Yves Casanova
- Kenzi Bourras : claviers
- Rizan Saïd : clavier (sur 10)
- Laïd Fouhal : flûte (sur 1)
- Hasan Minawi : flûte traditionnelle (sur 2)
- Shadi Khries : dohola (sur 4)
- Ahmoudou Madassane : guitare (sur 7)

## Réception critique
Après la réception très positive du premier album du groupe, Jdid devient nécessairement un deuxième disque attendu. Les Inrocks considèrent qu'il s'agit d'un album plus structuré que le précédent opus, basé sur des compositions tournées vers le dance-floor et le banger ». Pour le webzine Benzine, cet album est « mariage réussi entre techno et raï » basé sur l'électronique classique occidentale et les instruments traditionnels arabes aboutissant à un « album hypnotique et terriblement accrocheur » fait pour la danse et les rave parties. Radio Nova considère quant à elle qu'à l'image de la sonorité du titre, Jdid, l'album est « nouveau, frais, neuf ».